# Micrepeira
Micrepeira Schenkel, 1953 è un genere di ragni appartenente alla famiglia Araneidae.

## Etimologia
Il nome deriva dal greco μίκρος, mìkros, cioè piccolo, minuto, e dall'ex-genere Epeira, dove vennero descritti i primi esemplari nel 1932, a sua volta derivante dal greco ἑπὶ, epì, cioè sopra e εῖρειν, èirein, cioè intrecciare; hanno questo nome per le dimensioni minori degli esemplari raccolti.

## Distribuzione
Le sette specie oggi note di questo genere sono state rinvenute prevalentemente in America meridionale: la specie dall'areale più vasto è la M. fowleri reperita in alcune località del Perù, del Brasile, della Colombia e dell'Ecuador. L'unica specie presente in America centrale è la M. velso, un endemismo della Costa Rica.

## Tassonomia
L'attribuzione della sottofamiglia di appartenenza è alquanto dubbia, tanto da far ritenere il genere quale incertae sedis.
Dal 2012 non sono stati esaminati esemplari di questo genere.
A maggio 2014, si compone di sette specie:
- Micrepeira albomaculata Schenkel, 1953[2] — Venezuela
- Micrepeira fowleri Levi, 1995 — Ecuador, Perù, Brasile, Colombia
- Micrepeira hoeferi Levi, 1995 — Perù, Brasile, Guyana Francese
- Micrepeira pachitea Levi, 1995 — Perù
- Micrepeira smithae Levi, 1995 — Suriname
- Micrepeira tubulofaciens (Hingston, 1932) — Guyana, Guyana francese, Colombia
- Micrepeira velso Levi, 1995 — Costa Rica